# Club Deportivo Avance Ezcabarte
El Club Deportivo Avance Ezkabarte es el club de fútbol navarro de la localidad de Arre, en el Valle de Ezcabarte. Actualmente milita en la Tercera RFEF Grupo XV.

## Historia
El Club Deportivo Avance Ezkabarte se fundó en 1973. Históricamente ha sido un club que ha militado las categorías regionales, aunque actualmente lo hace en Tercera RFEF. Esta es la tercera temporada (2021/2022) que el C.D. Avance Ezkabarte milita en esta categoría, ya que con anterioridad lo hizo en las temporadas 2006/07, en la que quedó colista del grupo navarro, y en la 2018/2019, en la que quedó decimoctavo. llegó a jugar en 3ª División (Grupo XV), quedando colista del grupo navarro.

### Palmarés
- Temporadas en Tercera División: 3
- Mejor puesto: 18º (2018/2019)

## Uniforme
- Primera equipación: Camiseta a rayas rojas y negras, pantalón negro y medias negras y rojas.
- Segunda equipación: Camiseta blanca, pantalón rojo y medias rojas.[5][2]

## Estadio
El club juega sus partidos en el campo de hierba natural de Igeldea, que en ocasiones se inunda por el desbordamiento del río Ulzama.